# Joseph von Seuffert
Joseph Seuffert, ab 1909 Ritter von Seuffert (* 30. Mai 1849 in Bamberg; †  11. Februar 1914 in Traunstein) war ein deutscher Jurist und von 1878 bis 1909 rechtskundiger Bürgermeister der oberbayerischen Stadt Traunstein.

## Leben
Nach seinen Jurastudium war er Rechtsrat der Stadt Traunstein. Nach dem Ausscheiden von Joseph Wispauer aus dem Amt des Bürgermeisters von Traunstein wurde er 1878 vom Magistrat zu dessen Nachfolger gewählt. In seine Amtszeit fielen der Beschluss für einen städtischen Generalplan für Baulinien (1891), der Bau von Zweigbahnen nach Ruhpolding und Trostberg (1891) sowie die Gründung der Stadtwerke (1893). Nach seinem Ausscheiden aus dem Amt des Bürgermeisters wurde 1909 Georg Vonficht dessen Nachfolger.
Joseph Seuffert erhielt 1891 den Verdienstorden vom Heiligen Michael IV. Klasse, später den Hofratstitel und 1909 wurde er als Ritter des Verdienstordens der Bayerischen Krone in den persönlichen Adelsstand erhoben. Von 1900 bis 1912 war er zudem Präsident des Landrats von Oberbayern, was heute dem Amt eines Bezirkstagspräsidenten entspricht.